# برنارد هابر
برنارد هابر هو سياسي أمريكي، ولد في 1920، وتوفي في 26 فبراير 1959 بسبب حادث مرور. نشط حزبياً في الحزب الديمقراطي. وقد انتخب عضو جمعية ولاية نيويورك ‏.